# Терена (Сан-Педру)
Терена (порт. Terena) — фрегезия (район) в муниципалитете Аландроал округа Эвора в Португалии. Территория — 82,95 км². Население — 859 жителей. Плотность населения — 10,4 чел/км².